# Nati nel 1913/Agosto
| Questa pagina contiene informazioni ricavate automaticamente dalle voci biografiche con l'ausilio del template Bio e di un bot. L'aggiornamento è periodico e automatico e ricostruisce completamente la pagina. Se manca una persona in questa lista, sei pregato di non aggiungerla, ma accertati piuttosto che la sua voce biografica contenga il template Bio e che i dati anagrafici siano correttamente compilati. Se il template Bio manca, inseriscilo tu stesso o, in alternativa, metti l'avviso {{tmp\|Bio}} che ne segnala la mancanza. Se i dati riportati sono sbagliati, correggi direttamente la voce biografica; le modifiche saranno visibili in questa lista entro pochi giorni. Per chiarimenti vedi il progetto biografie. La lista contiene solo le 159 persone che sono citate nell'enciclopedia e per le quali è stato implementato correttamente il template Bio. Pagina aggiornata al 18 ago 2025. |

- 1º agosto - Heinz Ellenberg, ecologo, biologo e botanico tedesco († 1997)
- 1º agosto - Hajo Herrmann, aviatore tedesco († 2010)
- 1º agosto - Evdokija Rjabuškina, cestista sovietica († 2006)
- 1º agosto - Enrico Schievano, militare e aviatore italiano († 1937)
- 2 agosto - Mario Follieri, politico italiano († 1993)
- 2 agosto - Gheorghe Lichiardopol, tiratore a segno rumeno († 1991)
- 2 agosto - Jenny Maakal, nuotatrice sudafricana († 2002)
- 2 agosto - Nancy Phelan, scrittrice australiana († 2008)
- 2 agosto - Karl Striebinger, calciatore tedesco († 1981)
- 3 agosto - Harold Cagle, velocista statunitense († 1977)
- 4 agosto - Wesley Addy, attore statunitense († 1996)
- 4 agosto - Venanzo Crocetti, scultore italiano († 2003)
- 4 agosto - William D'Altri, militare italiano († 1936)
- 4 agosto - Robert Hayden, poeta e saggista statunitense († 1980)
- 4 agosto - Ferdinand Kiefler, pallamanista austriaco († 1945)
- 4 agosto - Noboru Nakamura, regista e sceneggiatore giapponese († 1981)
- 4 agosto - Johann Niemann, militare tedesco († 1943)
- 4 agosto - Guido Petropoli, militare italiano († 1938)
- 4 agosto - Adrian Quist, tennista australiano († 1991)
- 4 agosto - Jean Saint-Fort Paillard, cavaliere francese († 1990)
- 4 agosto - Ilse Totzke, musicista tedesca († 1987)
- 4 agosto - André Verdet, artista, pittore e poeta francese († 2004)
- 5 agosto - Jānis Kļaviņš, calciatore lettone († 1941)
- 5 agosto - Arnaldo Ortelli, calciatore svizzero († 1986)
- 5 agosto - Franz Schönfels, pallanuotista austriaco († 2005)
- 5 agosto - Vinicio Viani, calciatore e allenatore di calcio italiano († 1983)
- 6 agosto - Giuseppe Billanovich, filologo, critico letterario e italianista italiano († 2000)
- 6 agosto - Mario Ercolani, banchiere italiano († 2008)
- 6 agosto - Gajo Raffanelli, calciatore croato († 1988)
- 7 agosto - Giorgio Bacchi, politico italiano († 1974)
- 7 agosto - Armando Creziato, calciatore e allenatore di calcio italiano
- 7 agosto - Gustave Vereecken, cestista belga
- 8 agosto - Michele Cifarelli, politico italiano († 1998)
- 8 agosto - Giuseppe Ferrari, calciatore italiano († 1943)
- 8 agosto - Swede Roos, cestista e allenatore di pallacanestro statunitense († 1979)
- 8 agosto - Robert Stafford, politico statunitense († 2006)
- 8 agosto - Axel Stordahl, arrangiatore statunitense († 1963)
- 9 agosto - Herman Talmadge, politico statunitense († 2002)
- 9 agosto - Eugenius Marius Uhlenbeck, linguista olandese († 2003)
- 10 agosto - Carlo Azzimonti, calciatore italiano († 1988)
- 10 agosto - Noah Beery, attore statunitense († 1994)
- 10 agosto - Dionigi Burranca, musicista italiano († 1995)
- 10 agosto - Charlotte Delbo, poetessa e drammaturga francese († 1985)
- 10 agosto - Gino Gori, calciatore italiano
- 10 agosto - Kalevi Kotkas, altista e discobolo finlandese († 1983)
- 10 agosto - Wolfgang Paul, fisico tedesco († 1993)
- 10 agosto - Edward Rimkus, bobbista statunitense († 1999)
- 10 agosto - Gerard Wodarz, calciatore e allenatore di calcio polacco († 1982)
- 11 agosto - Andy Beattie, calciatore e allenatore di calcio scozzese († 1983)
- 11 agosto - Robert Sidney Foster, diplomatico e politico britannico († 2005)
- 11 agosto - Angelo Morzone, calciatore italiano († 1990)
- 11 agosto - Luigi Spellanzon, militare italiano († 1938)
- 11 agosto - Angus Wilson, scrittore britannico († 1991)
- 12 agosto - Georg Bachmayer, militare tedesco († 1945)
- 12 agosto - Richard L. Bare, regista statunitense († 2015)
- 12 agosto - Teo Ducci, superstite dell'Olocausto ungherese († 2002)
- 12 agosto - Narciso Jubany Arnau, cardinale e arcivescovo cattolico spagnolo († 1996)
- 12 agosto - Kurt Kasznar, attore austriaco († 1979)
- 12 agosto - Aleksandr Aleksandrovič Kotov, scacchista sovietico († 1981)
- 12 agosto - Zezé Procópio, calciatore brasiliano († 1980)
- 13 agosto - Lothar Fendler, militare tedesco († 1983)
- 13 agosto - Melvin Frank, regista, sceneggiatore e produttore cinematografico statunitense († 1988)
- 13 agosto - Rita Johnson, attrice statunitense († 1965)
- 13 agosto - Makarios III, arcivescovo ortodosso e politico cipriota († 1977)
- 13 agosto - Vince McGowan, cestista statunitense († 1982)
- 13 agosto - Diana Torrieri, attrice italiana († 2007)
- 14 agosto - Aleksandr Ivanovič Alekseev, agente segreto e diplomatico sovietico († 2001)
- 14 agosto - Fred Davis, giocatore di snooker inglese († 1998)
- 14 agosto - Nunzia Fumo, attrice italiana († 1992)
- 14 agosto - Romeo Giovannini, giornalista, scrittore e critico letterario italiano († 2005)
- 14 agosto - Franck Pourcel, direttore d'orchestra, violinista e compositore francese († 2000)
- 14 agosto - Ferruccio Tagliavini, tenore e attore italiano († 1995)
- 15 agosto - Maria Kwaśniewska, giavellottista e pesista polacca († 2007)
- 15 agosto - Gino Mentasti, compositore di scacchi italiano († 2002)
- 15 agosto - Hiromichi Shinohara, aviatore e militare giapponese († 1939)
- 16 agosto - Menachem Begin, politico israeliano († 1992)
- 16 agosto - Enzo Martissa, aviatore e militare italiano († 1951)
- 16 agosto - Dante H. Rizzetti, compositore di scacchi argentino († 1984)
- 17 agosto - Harry Baird, calciatore nordirlandese († 1973)
- 17 agosto - Mark Felt, funzionario statunitense († 2008)
- 17 agosto - Óscar Gálvez, pilota automobilistico argentino († 1989)
- 17 agosto - Gabriele Invernizzi, politico e partigiano italiano († 1997)
- 17 agosto - Ioachim Moldoveanu, calciatore rumeno († 1981)
- 17 agosto - Pietro Pastorino, calciatore e allenatore di calcio italiano
- 17 agosto - Ryszard Piec, calciatore polacco († 1979)
- 17 agosto - Umberto Ridi, ostacolista italiano († 1981)
- 18 agosto - Henry Cornelius, regista, sceneggiatore e produttore cinematografico sudafricano († 1958)
- 18 agosto - Gaetano Kanizsa, psicologo e pittore italiano († 1993)
- 18 agosto - Erich Krempel, tiratore a segno tedesco († 1992)
- 18 agosto - Frank Linskey, cestista e allenatore di pallacanestro statunitense († 1999)
- 18 agosto - Nils Löfgren, chimico svedese († 1967)
- 18 agosto - Gabriel Manek, missionario e arcivescovo cattolico indonesiano († 1989)
- 18 agosto - Giuseppe Ormo Seró, religioso spagnolo († 1936)
- 18 agosto - Walter Werginz, calciatore austriaco († 1944)
- 19 agosto - Sergio Citterio, calciatore italiano
- 19 agosto - Jim Gibbs, cestista statunitense († 2010)
- 19 agosto - Walter B. Jones, Sr., politico statunitense († 1992)
- 19 agosto - Paul Maye, ciclista su strada e pistard francese († 1987)
- 20 agosto - Norma Bruni, cantante italiana († 1971)
- 20 agosto - Marta Husemann, attrice e attivista tedesca († 1960)
- 20 agosto - Roger Sperry, neuroscienziato statunitense († 1994)
- 21 agosto - Fred Agabashian, pilota automobilistico statunitense († 1989)
- 21 agosto - François Devries, calciatore belga († 1972)
- 21 agosto - Robert Gordon, attore e regista statunitense († 1990)
- 21 agosto - Cornelius Johnson, altista statunitense († 1946)
- 21 agosto - Fritz Keller, calciatore francese († 1985)
- 21 agosto - Robert Krasker, direttore della fotografia australiano († 1981)
- 21 agosto - Edward Rizqallah, cestista egiziano
- 21 agosto - Werner Speckmann, compositore di scacchi tedesco († 2001)
- 21 agosto - Karl Storch, martellista tedesco († 1992)
- 22 agosto - Ermes Borsetti, calciatore e allenatore di calcio italiano († 2005)
- 22 agosto - Dante Carnevale, militare italiano († 1994)
- 22 agosto - Ahmad Tajuddin, sovrano bruneiano († 1950)
- 22 agosto - Guy Owen, pattinatore artistico su ghiaccio canadese († 1952)
- 22 agosto - Bruno Pontecorvo, fisico italiano († 1993)
- 22 agosto - Arthur M. Sackler, psichiatra e collezionista d'arte statunitense († 1987)
- 22 agosto - Paul Winkler, calciatore tedesco († 1994)
- 23 agosto - Lilla Brignone, attrice e doppiatrice italiana († 1984)
- 23 agosto - Bob Crosby, cantante e attore statunitense († 1993)
- 23 agosto - Danilo Fioravanti, ginnasta e allenatore di ginnastica artistica italiano († 2007)
- 23 agosto - Rodrigo Flores, ingegnere e scacchista cileno († 2007)
- 23 agosto - Duane Swanson, cestista statunitense († 2000)
- 24 agosto - Dorothy Comingore, attrice statunitense († 1971)
- 24 agosto - Malcolm Knowles, educatore statunitense († 1997)
- 24 agosto - Vincenzo Mazzei, politico italiano († 2010)
- 24 agosto - Rinaldo Lorenzi, militare italiano
- 25 agosto - Don DeFore, attore statunitense († 1993)
- 25 agosto - Giorgio Giusti, imprenditore, pilota automobilistico e pittore italiano († 1992)
- 25 agosto - Walt Kelly, fumettista e animatore statunitense († 1973)
- 26 agosto - Leone Bortolutti, calciatore italiano
- 26 agosto - Julius August Döpfner, cardinale e arcivescovo cattolico tedesco († 1976)
- 26 agosto - Boris Pahor, scrittore sloveno († 2022)
- 26 agosto - Gino Sinimberghi, tenore e attore italiano († 1996)
- 27 agosto - Herbert Fechner, politico tedesco († 1998)
- 27 agosto - János Hajnal, artista e illustratore ungherese († 2010)
- 27 agosto - Martin Kamen, biochimico canadese († 2002)
- 27 agosto - John Larsen, tiratore a segno norvegese († 1989)
- 27 agosto - Luigi Rognoni, musicologo, critico musicale e regista teatrale italiano († 1986)
- 27 agosto - Giovanni Sacchi, designer e progettista italiano († 2005)
- 27 agosto - Nina von Stauffenberg, tedesca († 2006)
- 28 agosto - Robertson Davies, scrittore canadese († 1995)
- 28 agosto - Robert Irving, direttore d'orchestra britannico († 1991)
- 28 agosto - Alfredo Lazzaretti, calciatore italiano († 1980)
- 28 agosto - Josep Raich, calciatore spagnolo († 1988)
- 28 agosto - Richard Tucker, tenore statunitense († 1975)
- 29 agosto - Bruno Dilley, militare e aviatore tedesco († 1968)
- 29 agosto - Donald Johansson, fondista svedese († 2004)
- 29 agosto - Adelfo Magallanes, calciatore e allenatore di calcio peruviano († 1988)
- 30 agosto - Diego Chafer, ciclista su strada spagnolo († 2007)
- 30 agosto - Hubert Godart, ciclista su strada belga († 1983)
- 30 agosto - Richard Stone, economista britannico († 1991)
- 30 agosto - Guido Zuliani, calciatore italiano († 1999)
- 31 agosto - Emanuele Buil Lalueza, religioso spagnolo († 1936)
- 31 agosto - Ray Dandridge, giocatore di baseball statunitense († 1994)
- 31 agosto - Jacques Foccart, politico, diplomatico e imprenditore francese († 1997)
- 31 agosto - Carlo Infascelli, produttore cinematografico, regista e sceneggiatore italiano († 1984)
- 31 agosto - Helen Levitt, fotografa e regista statunitense († 2009)
- 31 agosto - Bernard Lovell, astronomo e fisico inglese († 2012)
- 31 agosto - Adolf Schreiber, ciclista su strada liechtensteinese († 1983)